# Cedimento strutturale
Con l'espressione cedimento strutturale (o guasto strutturale) ci si riferisce alla perdita della capacità di sostenere o trasmettere il carico relativamente a un componente o a un membro all'interno di una struttura o alla struttura stessa.
Il guasto strutturale inizia quando il materiale è sollecitato al limite, in prossimità della sua capacità, e questo provoca fratture o deformazioni eccessive.
Il limite dello sforzo alla rottura del materiale, del componente o del sistema rappresenta la sua capacità portante.
Quando questo limite è raggiunto, si ha il danneggiamento del materiale, e la sua capacità portante si riduce permanentemente, significativamente e rapidamente.
In un sistema ben progettato, un guasto localizzato non dovrebbe causare crolli, immediati o progressivi, della struttura. Il limite di rottura del materiale è una delle condizioni che devono essere considerate nell'ingegnerizzazione e nel progetto strutturale.

## Cedimenti strutturali degni di nota
| Anno | Struttura                                                          | Posizione                                                                     |
| ---- | ------------------------------------------------------------------ | ----------------------------------------------------------------------------- |
| 1184 | Incidente della latrina di Erfurt                                  | Erfurt, Germania                                                              |
| 1847 | Disastro del Ponte Dee                                             | Chester, Inghilterra                                                          |
| 1865 | Esplosione della caldaia dell battello a vapore Sultana            | Memphis (Tennessee)                                                           |
| 1879 | Disastro del Tay Bridge                                            | Dundee, Scozia                                                                |
| 1907 | Quebec Bridge                                                      | Québec, Canada                                                                |
| 1919 | Inondazione di melassa di Boston                                   | Boston, Massachusetts                                                         |
| 1923 | Disastro del Gleno                                                 | Valle di Scalve e Val Camonica, Italia                                        |
| 1940 | Ponte di Tacoma                                                    | Tacoma (Washington), Stati Uniti d'America                                    |
| 1954 | Volo BOAC 781, de Havilland Comet                                  | Mar Mediterraneo al largo dell'Isola d'Elba                                   |
| 1959 | Crollo di via Canosa 7 a Barletta                                  | Barletta, Italia                                                              |
| 1966 | Volo BOAC 911, Boeing 707                                          | Nei pressi del Fuji, Giappone                                                 |
| 1968 | Collasso di Ronan Point                                            | Londra, Inghilterra                                                           |
| 1978 | Hartford Civic Center                                              | Hartford (Connecticut), Stati Uniti d'America                                 |
| 1979 | Kemper Arena                                                       | Kansas City, Stati Uniti d'America                                            |
| 1981 | Collasso della passerella dell'Hyatt Regency                       | Kansas City, Stati Uniti d'America                                            |
| 1985 | Volo Japan Airlines 123, Boeing 747                                | Monte Takamagahara nella Prefettura di Gunma, Giappone                        |
| 1986 | Disastro dello Space Shuttle Challenger                            | Cape Canaveral, Florida, Stati Uniti d'America                                |
| 1986 | Disastro dell'Hotel New World                                      | Little India nei pressi di Serangoon Road, Singapore                          |
| 1987 | Collasso di L'Ambiance Plaza                                       | Bridgeport, Connecticut, Stati Uniti d'America                                |
| 1993 | Crollo delle Torri Highland                                        | Kuala Lumpur, Malaysia                                                        |
| 1995 | Crollo del centro commerciale Sampoong di Seul                     | Seul, Corea del Sud                                                           |
| 1996 | Volo TWA 800, Boeing 747                                           | Oceano Atlantico nei pressi di East Moriches, New York, Stati Uniti d'America |
| 1998 | Crollo di via di Vigna Jacobini 65 a Roma                          | Roma, Italia                                                                  |
| 1999 | Crollo di viale Giotto 120 a Foggia                                | Foggia, Italia                                                                |
| 2000 | Molo 34                                                            | Filadelfia, Stati Uniti d'America                                             |
| 2001 | Collasso della Sala Ricevimenti Versailles                         | Gerusalemme, Israele                                                          |
| 2001 | Collasso del World Trade Center                                    | New York, Stati Uniti d'America                                               |
| 2003 | Disastro dello Space Shuttle Columbia                              | Texas, Stati Uniti d'America                                                  |
| 2004 | Crollo del Terminal 2E all'Aeroporto di Parigi - Charles de Gaulle | Parigi, Francia                                                               |
| 2007 | Collasso del ponte I-35W sul Mississippi                           | Minneapolis, Stati Uniti d'America                                            |
| 2007 | Crollo del Ponte sul fiume Jiantuo durante la costruzione          | Hunan province, China                                                         |
| 2007 | Collasso del Ponte di Can Tho                                      | Tây Nam Bộ, Vietnam                                                           |
| 2013 | Crollo del Rana Plaza di Savar                                     | Savar, Bangladesh                                                             |
| 2017 | Crollo di Torre Annunziata                                         | Torre Annunziata, Italia                                                      |
| 2018 | Collasso del viadotto Polcevera                                    | Genova, Italia                                                                |
| 2018 | Crollo di Magnitogorsk                                             | Magnitogorsk, Russia                                                          |
| 2021 | Crollo della metropolitana di Città del Messico                    | Città del Messico, Messico                                                    |